# Aerodramus
O género Aerodramus compreende 27 espécies de salanganas (aves da família Apodidae, aparentadas com os andorinhões), anteriormente integrados no género Collocalia.

## Espécies
Segundo a classificação da União Internacional de Ornitologistas:
- Andorinhão-das-seicheles, Aerodramus elaphrus
- Andorinhão-das-mascarenhas, Aerodramus francicus
- Andorinhão-malabar, Aerodramus unicolor
- Andorinhão-filipino, Aerodramus mearnsi
- Andorinhão-das-molucas, Aerodramus infuscatus
- Andorinhão-de-celebes, Aerodramus sororum
- Andorinhão-de-ceram, Aerodramus ceramensis
- Andorinhão-montês, Aerodramus hirundinaceus
- Andorinhão-cintado, Aerodramus spodiopygius
- Andorinhão-australiano, Aerodramus terraereginae
- Andorinhão-dos-himalaias, Aerodramus brevirostris
- Andorinhão-vulcânico, Aerodramus vulcanorum
- Andorinhão-de-whitehead, Aerodramus whiteheadi
- Andorinhão-de-tarso-nu, Aerodramus nuditarsus
- Andorinhão-de-mayr, Aerodramus orientalis
- Aerodramus (amelis) palawanensis
- Andorinhão-das-sundas, Aerodramus salangana
- Andorinhão-uniforme, Aerodramus vanikorensis
- Andorinhão-de-mindanau, Aerodramus (vanikorensis) amelis
- Andorinhão-de-palau, Aerodramus pelewensis
- Andorinhão-das-marianas, Aerodramus bartschi
- Andorinhão-das-carolinas, Aerodramus inquietus
- Aerodramus manuoi
- Andorinhão-polinésio, Aerodramus leucophaeus
- Andorinhão-de-atiu, Aerodramus sawtelli
- Andorinhão-das-marquesas, Aerodramus ocistus
- Andorinhão-de-ninho-preto, Aerodramus maximus
- Andorinhão-de-ninho-branco, Aerodramus fuciphagus
- Andorinhão-de-germain, Aerodramus germani
- Andorinhão-tridáctilo, Aerodramus papuensis